# Louis Bordino
Pour les articles homonymes, voir Bordino.
Louis Bordino (Castellinaldo, 12 août 1922 - Turin, 27 juillet 1977) est un religieux italien des frères de saint-Joseph-Benoît Cottolengo, reconnu bienheureux par l'Église catholique.

## Biographie
Louis Bordino est né à Castellinaldo le 12 août 1922 ; il est le troisième d'une famille comptant quatre sœurs et quatre frères.
En janvier 1942, il est enrôlé dans le 4e Régiment d'artillerie alpine italienne, où il retrouve son frère Risbaldo. Le 15 août, Andrea et son frère sont enrôlés dans la campagne de Russie, mais n'atteignent pas le front. Le Régiment d'artillerie alpine s'installe dans un village frontalier. Andrea se dévoue sans compter pour soigner ses camarades blessés.
En janvier 1943, Andrea et son frère Risbaldo sont faits prisonniers avant d'être séparés. Andrea est destiné à la Sibérie où il reste deux ans, interné à l'hôpital de Spassh, où il effectue un travail d'assistance aux malades et aux blessés, avec le peu de ressources disponibles.
Au printemps 1945, il est frappé par le typhus. À l'automne, Andrea retourne à la maison familiale, où il guérit. Dès lors, sa foi se développant, il se tourne vers la vie religieuse. C'est ainsi que le 23 juillet 1946, il fait son entrée à la Petite maison de la Divine Providence de Turin, siège de la Congrégation des Frères de Saint Joseph-Benoît Cottolengo où il prend le nom de «   Frère Louis de la Consolation » (en italien :fratello Luigi della Consolata).
Durant toute sa vie religieuse, il effectue des soins infirmiers, au service des malades souffrant de troubles physiques ou mentaux.
En 1975, il est frappé par la leucémie aiguë myéloblastique. Malgré la maladie, il continue son activité jusqu'à sa mort avenue le 25 juillet 1977.

## Béatification
Après sa mort, sa réputation justifie l'ouverture de procédure de béatification et canonisation.
La phase diocésaine s'ouvrit en 1988 à Turin puis à Rome, à la Congrégation pour les Causes des Saints, en 1993. Ses vertus furent proclamées le 12 avril 2003 par le pape Jean-Paul II, au titre duquel il est considéré comme Vénérable.
Le 3 avril 2014, le pape François signe le décret de reconnaissance d'un miracle obtenue par l'intercession de Luigi Bordino, indispensable pour que sa béatification ait lieu. Il s'agit d'une guérison inexpliquée, survenue en 1991.
La béatification du Vénérable Luigi Bordino a eu lieu le 2 mai 2015 à Turin. La cérémonie a été  célébrée par le cardinal Angelo Amato, au nom du pape François.

## Source
- (it) Santi e Beati, Antonio Borrelli